# 妙安寺 (神奈川県二宮町)
妙安寺（みょうあんじ）は、神奈川県中郡二宮町二宮にある日蓮宗の寺院である。山号は了勝山。旧本山は大本山本圀寺(六条門流)。境内は二宮の史跡名勝。
中郡には妙輪寺、延台寺、妙昌寺、妙大寺、立正教会など日蓮宗の寺院も多い。

## 歴史
中老僧の一人日源（1315年没、厚木妙傳寺2世）の開山で創建された。本受院日東が中興した。

## 境内
- 本堂
  - 近衛家の墓がある。

## 歴代
- 中老僧日源
- 本受院日東

## 関連資料
- 丸山日新、土師清二著、丸山市子編 『日新上人 妙安寺誌』了勝山妙安寺